# Arcidiocesi di N'Djamena
L'arcidiocesi di N'Djamena (in latino: Archidioecesis Ndiamenana) è una sede metropolitana della Chiesa cattolica in Ciad. Nel 2023 contava 274.000 battezzati su 4.168.000 abitanti. È retta dall'arcivescovo Goetbé Edmond Djitangar.

## Territorio
L'arcidiocesi comprende sette province nord-occidentali del Ciad: Chari-Baguirmi, Hadjer-Lamis, Lago, Barh El Gazel, Kanem, Borkou e Tibesti.
Sede arcivescovile è la città di N'Djamena, dove si trova la cattedrale di Nostra Signora.
Il territorio è suddiviso in 30 parrocchie.

## Storia
La prefettura apostolica di Fort-Lamy fu eretta il 9 gennaio 1947 con la bolla Quo evangelizationis di papa Pio XII, ricavandone il territorio dalla prefettura apostolica di Berbérati (oggi diocesi) e dai vicariati apostolici di Foumban (oggi diocesi di Nkongsamba) e di Khartoum (oggi arcidiocesi).
Il 17 maggio 1951 cedette una porzione del suo territorio a vantaggio dell'erezione della prefettura apostolica di Moundou (oggi diocesi).
Il 14 settembre 1955 per effetto della bolla Dum tantis dello stesso papa Pio XII la prefettura apostolica fu elevata a diocesi e assunse il nome di diocesi di Fort-Lamy.
Il 22 dicembre 1961 cedette un'altra porzione di territorio a vantaggio dell'erezione della diocesi di Fort-Archambault (oggi diocesi di Sarh) e contestualmente è stata elevata al rango di arcidiocesi metropolitana con la bolla Regnum Dei di papa Giovanni XXIII.
Il 15 ottobre 1973 ha assunto il nome attuale.
Il 1º dicembre 2001 ha ceduto un'ulteriore porzione di territorio a vantaggio dell'erezione della prefettura apostolica di Mongo (oggi vicariato apostolico).

## Cronotassi dei vescovi
Si omettono i periodi di sede vacante non superiori ai 2 anni o non storicamente accertati.
- Joseph du Bouchet, S.I. † (25 aprile 1947 - 1955 dimesso)
- Paul-Pierre-Yves Dalmais, S.I. † (24 dicembre 1957 - 6 marzo 1980 dimesso)
- Charles Louis Joseph Vandame, S.I. (23 maggio 1981 - 31 luglio 2003 ritirato)
- Matthias N'Gartéri Mayadi † (31 luglio 2003 - 19 novembre 2013 deceduto)
  - Sede vacante (2013-2016)
- Goetbé Edmond Djitangar, dal 20 agosto 2016

## Statistiche
L'arcidiocesi nel 2023 su una popolazione di 4.168.000 persone contava 274.000 battezzati, corrispondenti al 6,6% del totale.
| anno | popolazione | popolazione | popolazione | presbiteri | presbiteri | presbiteri | presbiteri                | diaconi | religiosi | religiosi | parrocchie |
| anno | battezzati  | totale      | %           | numero     | secolari   | regolari   | battezzati per presbitero | diaconi | uomini    | donne     | parrocchie |
| ---- | ----------- | ----------- | ----------- | ---------- | ---------- | ---------- | ------------------------- | ------- | --------- | --------- | ---------- |
| 1950 | 1.800       | 1.443.600   | 0,1         | 14         |            | 14         | 128                       |         | 23        | 26        |            |
| 1970 | 19.801      | 1.600.000   | 1,2         | 27         | 5          | 22         | 733                       |         | 35        | 47        | 12         |
| 1980 | 24.800      | 2.000.000   | 1,2         | 33         | 4          | 29         | 751                       | 1       | 44        | 31        | 10         |
| 1990 | 34.500      | 2.422.000   | 1,4         | 35         | 4          | 31         | 985                       |         | 41        | 46        | 14         |
| 1999 | 70.000      | 3.500.000   | 2,0         | 42         | 20         | 22         | 1.666                     |         | 29        | 58        | 23         |
| 2000 | 80.916      | 3.500.000   | 2,3         | 50         | 24         | 26         | 1.618                     |         | 33        | 64        | 23         |
| 2001 | 77.441      | 1.837.585   | 4,2         | 37         | 20         | 17         | 2.093                     |         | 22        | 59        | 23         |
| 2002 | 95.000      | 1.837.585   | 5,2         | 46         | 23         | 23         | 2.065                     |         | 32        | 70        | 27         |
| 2003 | 154.495     | 2.650.000   | 5,8         | 48         | 26         | 22         | 3.218                     |         | 29        | 66        | 23         |
| 2004 | 156.608     | 2.650.000   | 5,9         | 41         | 21         | 20         | 3.819                     |         | 32        | 70        | 18         |
| 2013 | 228.000     | 3.548.000   | 6,4         | 43         | 28         | 15         | 5.302                     |         | 25        | 74        | 25         |
| 2016 | 246.000     | 3.734.000   | 6,6         | 44         | 26         | 18         | 5.590                     |         | 26        | 49        | 26         |
| 2019 | 270.000     | 4.103.000   | 6,6         | 31         | 27         | 4          | 8.709                     |         | 12        | 49        | 27         |
| 2021 | 256.000     | 3.891.323   | 6,6         | 50         | 28         | 22         | 5.120                     |         | 40        | 73        | 30         |
| 2023 | 274.000     | 4.168.000   | 6,6         | 51         | 29         | 22         | 5.372                     |         | 40        | 73        | 30         |